# CRフィーバー創聖のアクエリオンIII
フィーバー創聖のアクエリオンⅢは、SANKYOが2011年に発売したフィーバー創聖のアクエリオン 転翅篇の後継機として、2012年7月に登場したパチンコ機のシリーズ名。

CRフィーバー創聖のアクエリオンⅢ、CRフィーバー創聖のアクエリオンIII 甘デジタイプ(CRフィーバー創聖のアクエリオンⅢ YS)の2機種がある。

## 概要
液晶型のデジパチ。アクエリオンシリーズの第3弾として発売された。図柄揃いや突然確変などで突入する確変ではバトル演出が発生し、アクエリオンがバトルに敗北するまで確変が継続する。

バトル敗北時、または通常時の4R大当たり獲得や突然時短獲得時は時短30回転に突入する。内部的に確変に当選していることがあり、その場合30回転を過ぎても電サポが継続する。

前作と違い電サポ終了後の潜伏確変や、小当たりは存在しない。

内規変更に対応し、電チューの払い出し賞球数が2個となっている。これにより大当たりおよび確変、時短中の右打ちによる、高速消化が可能となっている。

演出面では生まれ変わったエピソード系リーチや新搭載の先読み系演出「エクスタシーゾーン」、合体役物には即当たりパターンとして「超合体」パターンが追加されている。

また、本機最強のリーチである最終決戦リーチではオリジナルストーリーが展開し、原作アニメの監督である河森正治が書き下ろした、オリジナル機体「エンシェントアクエリオン」が登場する。

## スペック
- CRフィーバー創聖のアクエリオンⅢ[4]
  - 賞球数 3&2&10&13
  - 大当たり最高継続 4R or 10R or 実質10R or 15R（10カウント）
  - 大当たり確率 1/309.1
  - 確変中大当たり確率　1/31.1
  - 確変突入率　75%/次回まで
  - 時短システム　通常大当たり終了後　30回転

- CRフィーバー創聖のアクエリオンIII 甘デジタイプ(CRフィーバー創聖のアクエリオンⅢ YS)[5]
  - 賞球数 3&2&10&12
  - 大当たり最高継続 5R or 15R（7カウント）
  - 大当たり確率 1/99.9
  - 確変中大当たり確率　1/39.5
  - 確変突入率　100%

## 図柄
- 1 - シリウス･ド･アリシア
- 2 - つぐみ・ローゼンマイヤー
- 3 - アポロ
- 4 - リーナ・ルーン
- 5 - シルヴィア･ド･アリシア
- 6 - ジュン・リー
- 7 - 左→ルナ、中→ソーラー、右→マーズ
- 8 - ピエール･ヴィエラ
- 9 - 紅 麗花

## 演出
以下はCRフィーバー創聖のアクエリオンⅢ(大当たり確率1/309)の演出について記述する。

先読み演出
- 保留変化予告

白、緑、ピンクの順に信頼度が高い。入賞時だけでなく、変動を跨いで変化するパターンやミニキャラが出現して変化するパターンがある。ミニキャラ出現から変化した方が信頼度が高い。ミニキャラ出現はシルヴィア、アポロ、不動の順に信頼度が高い。
- ミニキャラ予告

画面右下でミニキャラが保留内の信頼度を示唆する。キャラが不動や赤文字なら激熱となる。予告中やリーチ中のチャンスアップとして出現することもある。
- お札予告

変動中にお札が飛んでくる。4変動連続するか、赤いお札が飛んできたらチャンス。
- 停止図柄予告

変動停止時に図柄にウイングが出現する保留先読み選出。連続回数が多いほど信頼度が高くなる。
リーチ前予告
- 擬似連続予告[7]

本機のメイン予告。同一図柄のL字型のチャンス目形成から発展する。連続するほど信頼度が高くなり、4連続すると役物が合体し激熱となる。
- リングステップアップ予告[8]

最大5ステップまで発展するステップアップ予告。枠の内側が金色に変化すればチャンス。枠の色も赤やサクラ柄、レインボーに変化すればチャンス。
- キャラクターステップアップ予告[9]

最大5ステップまで発展するステップアップ予告。ステップ5のアポロまで発展すればチャンス。ステップ3以降で不動が登場すれば激熱となる。
- 翅ステップアップ予告[9]

変動中に翅が舞う演出。金の翅に赤い翅が混じればステップ3、赤い翅のみに変化すればステップ4に発展しチャンスとなる。
- 格GEN予告[10]

初代から存在する熟語が登場する演出。文字の内容と色により信頼度が変化する。また、今作ではいきなり全画面で赤文字が展開するチャンスパターンが追加されている。
- 背景変化予告[10]

ステージ変化時にシャッターが出現する。ロングとショートのパターンがあり、それぞれ白と赤のシャッターが存在する。
- 不動登場予告[11]

背景変化のロングから発展する。シャツに文字が書いてある不動が登場する。文字の内容と異色で信頼度が変わる。
- 創世の書予告[11]

創世の書が出現し、「継続」の文字が出現すればチャンスで擬似連に発展する。稀にエレメントスクールモードに突入する場合もある。
- サポートキャラ予告[11]

画面右下でミニキャラがアイテムや巻物で期待度を示す。不動なら熱い。
- 会話予告[12]

フレーム内で最大3回まで会話が展開する。3人目登場で信頼度が高くなり、枠の色がサクラ柄なら激熱となる。
- 堕天翅予告[12]

堕天翅が出現する予告。出現する堕天翅は複数あり、堕天翅の種類によって信頼度が変化する。
- 感情オーラ予告[12]

モニターが出現し、V-コントローラーを引くことでオーラレベルが変動する演出。最終的なオーラレベルよりも文字の色が重要で、赤ならチャンス、金なら激熱となる。
リーチ後予告
- 合体＆気持ちいい予告[13]

大当たりの大半に絡む本機最重要アクションで、リーチ後に役物が合体する。発生した時点で信頼度が大幅にアップする激熱アクションで、合体後に発生する気持ちいい～予告は各パイロットの気持ちいい絵が出現する。
- 群れ予告[13]

リーチ後にベクター群が通過する発生した時点で激熱となる予告。全6種類の群が搭載されており、滞在モードによっては出現キャラが異なる。マナマナ群が出現したら激熱となる。
- フェイスアップ予告[13]

リーチ後に全画面にキャラがカットインする。赤背景＆男キャラの場合は信頼度が高くなる。
- 翅予告[13]

リーチ後に翅が舞う予告で、翅ステップアップ予告と同様に赤い翅が混じっているパターンは信頼度が高くなる。
- ベクター通過予告[13]

リーチ後にベクターが単体で通過する予告。ベクタールナ→ベクターマーズ→ベクターソルの順に期待度が高くなる。
- 図柄アニメーション予告[13]

図柄が動く演出。モーションの大きい強パターンならチャンス。
- リーチ後シャッター予告[13]

リーチ後にシャッターが閉まる演出。シャッターがサクラ柄なら激熱。パンチ役物出現で擬似連継続、V-コントローラー出現なら合体予告が濃厚となる。
- クロエ導入予告[14]

クロエのセリフによって発展先が変化する予告。ベクターリーチ、司令官予告、擬似連継続へと発展する可能性がある。
- 司令官予告

リーチ後にシャッターが閉じて発生。ロングリーチ･ベクターリーチ以外のSPリーチ発展が確定する。
- 発進予告

司令官予告後に発生するアクションで、パイロットが出現しリーチ発展先を示唆する。
- アクエリオンチャンス[15]

図柄が全消灯すれば発展する。V-コントローラーを回すとカードが排出され、表示されたカードによって発展先が変化する。主にエピソードリーチ、アクセリオン系リーチに発展する可能性がある。
- 7図柄煽り予告[15]

7図柄が停止すると発生。左図柄ならルナ、右図柄ならマーズ、中図柄ならソーラーの煽りが発生する。成功し7図柄のリーチがかかった場合は最終決戦リーチに発展する。ソーラーの場合のみ信頼度が格別に上がる。
- じゃんけん予告[15]

出現した時点で大当たりが確定となる演出。不動とのじゃんけん勝負が始まり、勝利すれば15R大当たりとなる。堕天使&生命の樹背景では相手がトーマになる。
リーチアクション
- 最終決戦リーチ[16]

本機最強リーチとなり、専用演出の7図柄煽りでリーチが成立した際に発展する。司令官演出から発展することもある。演出途中から美麗CGに切り替わり、オリジナルストーリーが展開する。アポロ・シルヴィア・麗花が合体し、黄金に輝く「エンシェントアクエリオン」が登場し、敵と戦う。敵攻撃を受けた際の仰け反り方が小さいほど信頼度が上がる。不動の号令によってアポロ・シルヴィア・麗花が選択され、最終的な必殺技と信頼度が変化する。
- ロングリーチ[17]

信頼度が最も低い弱系リーチ。登場キャラクターとボタン押し時のエフェクトの色と量によって信頼度が変化する。登場キャラクターパターンは全6種類あり、リーナ登場は別格で信頼度が高くなる。

リーチ途中で合体役物が完成すればソーラーリーチへと発展する。また、リーチハズレ後にパンチ役物が作動すれば「ベクターチャレンジ」に突入することがある。
- ベクターリーチ[18]

ルナ・マーズ・ソルのいずれかのベクターマシンが出撃する。「ベクターチャレンジ」の当選割合が最も高い。出撃時の背景が夕方ならチャンス。機体はルナ、マーズ、ソルの順に高くなる。リーチ途中からエピソードリーチへの発展や、ハズレ後にベクターチャレンジに突入する可能性がある。
- アクエリオン系リーチ

ルナ・マーズ・ソーラーの3種類が存在する。ルナ・マーズは信頼度は高くないがエピソードリーチに発展するか、ハズレ後にベクターチャレンジに突入する可能性がある。ソーラーは信頼度が高く、最も大当たり当選割合が高いリーチになっている。共通してライン数がシングルかダブルか、演出中のチャンスアップの有無で信頼度が変化する。
- ルナリーチ

搭乗者がシルヴィア・麗花・つぐみから選択され、つぐみなら大チャンス。プレミアム演出としてリーナが搭乗することもある。基本の必殺技は「苦無乱舞」で、「千矢一突」を繰り出せばチャンスアップとなる。大当たり確定のプレミアム必殺技「月下波乗穿」が存在する。
- マーズリーチ

搭乗者がシリウス・ピエール・ジュンから選択され、ジュンなら大チャンス。プレミアム演出としてグレンが搭乗することもある。基本の必殺技は「乱双剣」で、「気攻蹴斗」を繰り出せばチャンスアップとなる。大当たり確定のプレミアム必殺技「必殺光槍」が存在する。
- ソーラーリーチ

ソーラーに搭乗したアポロが、シングルラインの場合はモロハと、ダブルラインの場合はトーマと対決する。シングルライン時は必殺技は通常は「牙獣吼」で、「日食無明砕」を繰り出せば大当たり確定となる。ダブルライン時は必殺技は通常は「双牙竜拳」で、「無限太陽拳」を繰り出せば大当たり確定となる。
- エピソードリーチ

全5種類登場し、リーチ途中で登場する司令官で信頼度が変化する。不動の場合はプレミアムで大当たり確定となる。
- 彼との絆

捕らわれたクルトを救うために、クロエ・ピエール・リーナが共闘する。プレミアムを除き、他のエピソードよりも信頼度が高くなっている。
- 光る影

アニメ第14話を再現。アポロの過去生に気を取られ戦闘不能に陥るシルヴィアだが、自分の心を取り戻し復活を遂げる。
- 水底の幸せ

アニメ第11話を再現。麗花が持つ超ネガティブパワーを駆使した「不幸最低拳（フコウノドンゾコ）」が炸裂する。
- 食べたくて合体

アニメ第17話を再現。神話獣の攻撃で食糧不足に陥るが、「求食爆裂矢（キュウショクバクレツヤ）」で勝利すれば大当たりとなる。エピソードリーチの中では最も信頼度が低い。
- 8つの凱歌

プレミアムパターンとなり、大当たり確定となる。
- 全回転リーチ

プレミアムパターンとなり、大当たり確定となる。
創聖決闘
図柄揃いでの大当たりや突然確変などによる確変当選時に移行するモード。次回大当たりまで継続する。敵とのバトルで勝利すればスーパー決闘ボーナス(15R)、または決闘ボーナス(10R)を獲得し確変が継続、敗北すればベクターボーナス(4R)を獲得し時短30回転となるベクターチャレンジモードに移行する。ベクターボーナスの場合でも内部的に確変に当選していることがあり、その場合はベクターチャレンジ終了後の31回転目から創聖決闘モードに移行する。

創聖決闘モード中の流れは、リーチ前予告→敵キャラクターの登場→アクエリオンまたは敵キャラクターの先制攻撃→レバー演出による結果の分岐となっている。

敵キャラクターは4人となっており、信頼度の低い順番になると、トーマ、モロハ、オトハ、フタバとなっている。フタバはプレミアムパターンとなっており、登場時点で勝利確定となる。

アクエリオンが先制攻撃をした場合は勝利確定となる。繰り出す必殺技は3種類あり、技によって15R大当たりの期待度が異なる。信頼度が低い順番になると「激迅風」、「無限拳」、「開花神拳」であり、「開花神掌」の場合は15Rの大当たりが確定となる。

敵キャラクターが先制攻撃をした場合、レバー演出後の分岐は4パターンある。攻撃を回避、または攻撃被弾後に立ち上がる場合は確変継続の大当たりとなる。攻撃被弾後に耐えた場合は創聖決闘モードが続行となる。攻撃被弾後に合体解除した場合は敗北となる。敗北後にリーナ、または不動が登場することで逆転勝利となり確変大当たりを獲得するプレミアムパターンも存在する。
ベクターチャレンジ
ベクターボーナス獲得時や突然時短などによって移行するモード。時短30回転となっているが、内部的に確変に当選していることがあり、その場合は31回転目以降は創聖決闘に移行する。

モード中は専用リーチである合体演出の成功で大当たりとなり、創聖決闘へ突入する。電サポ終了時には特殊モードのシミュレーションモードに突入するが、内部的には通常状態に戻っている。
特殊モード
特殊モード中は専用の演出が発生する。電サポ終了後に突入するシミュレーションモードや、通常時に発生するエレメントスクールモード、堕天翅モードがある。
大当たりラウンド
大当たりラウンド中に流れる曲は「創聖のアクエリオン」「Go Tight!」「荒野のヒース」「プライド～嘆きの旅」であり、アポロ、シルヴィア、麗花の声優が歌うエレメントverの「創聖のアクエリオン」「Go Tight!」、福山芳樹が歌う「創聖のアクエリオン　熟輝合体ver」が存在し、全部で7種となっている。

隠しコマンドが存在し、大当たり時のファンファーレから4秒以内に、V-コントローラーによって曲ごとのコマンドを入力することで任意の曲を選択できる。ただし、「創聖のアクエリオン 熟輝合体ver」は選択することができない。